# Koray İçten
Koray İçten (* 24. August 1987 in Izmir) ist ein türkischer Fußballspieler.

## Karriere

### Verein
İçten begann mit dem Vereinsfußball in der Jugend Amateurvereins İzmirspor und wurde hier 2005, mit einem Profivertrag ausgestattet, in den Profikader involviert. Er spielte zwei Jahre lang für die Profis und absolvierte dabei 40 Ligapartien. Zum Februar 2007 wechselte er zum Erstligisten Konyaspor. Hier schaffte er es in seiner vierjährigen Tätigkeit nie in die Stammelf, sondern kam als Ersatzspieler nur sporadisch zu Einsätzen. Am Ende der Spielzeit 2008/09 stieg er mit Konyaspor in die TFF 1. Lig und schaffte in der darauffolgenden Saison 2009/10 über den Relegationssieg den direkten Aufstieg. 
Im Sommer 2011 verließ er nach seinem Vertragsablauf Konyaspor und wechselte zum damaligen Erstligisten Bucaspor.

### Nationalmannschaft
İçten durchlief die türkischen U-18- und U-20-Nationalmannschaften.